# Diario de Sevilla (1882-1901)
El Diario de Sevilla fue un periódico publicado en la ciudad española de Sevilla entre 1882 y 1901, durante la Restauración.

## Historia
Subtitulado «periódico católico político», era editado en la imprenta de Antonio Izquierdo, en la calle Francos 60-62. Más tarde lo haría en la de Guillerno Álvarez y, finalmente, en la de Carlos Torres y Daza, en Farnesio 1 y Monardes 3.
Su primer número apareció el 1 de octubre de 1882. Se publicaba diariamente, exceptuando los festivos, en números de cuatro páginas de gran tamaño, papel común e impresión regular. Cesaría en 1901. Su línea editorial ha sido descrita como católica e integrista, en clave de «versión local de El Siglo Futuro».
Sus directores fueron sucesivamente José Hernández Arteaga, Ricardo Cassau de la Puente y Rafael Sánchez y Arraiz. Entre sus redactores se encontraron nombres como los de Pascual Alba Morales, Francisco Mateos Gago, Antonio Castro Villodres, Joaquín Hazañas y la Rúa, Juan Romero Martínez, José de Valdenebro y Cisneros, El Marqués de Santa Cruz de Iguanzo, Eladio de Valdenebro y Cisneros, Manuel Burgos y Mazo, Andrés Balbontín, Francisco Sánchez Arraiz, Francisco Arrafán, Fray Diego de Valencina y Luis Montoto.
Su contenido incluía secciones como: boletín religioso, artículos políticos, documentos eclesiásticos, sección de noticias, crónica local, sección comercial, oficial y de ferrocarriles, folletín, matadero, arrendamientos y anuncios.